# Постон (Аризона)
Постон (енгл. Poston) насељено је место без административног статуса у америчкој савезној држави Аризона.

## Демографија
По попису из 2010. године број становника је 285, што је 104 (-26,7%) становника мање него 2000. године.
| Група             | 2000.       | 2010.       |
| Белци             | 14 (3,6%)   | 8 (2,8%)    |
| Афроамериканци    | 2 (0,5%)    | 2 (0,7%)    |
| Азијати           | 0 (0,0%)    | 0 (0,0%)    |
| Хиспаноамериканци | 300 (77,1%) | 158 (55,4%) |
| Укупно            | 389         | 285         |